# José Miguel Carvajal
José Miguel Carvajal (Mèxic, 1803) fou un músic que d'infant va perdre la vista, però adquirí tan delicada i justa percepció auditiva, que arribà a apreciar el so que produeix la fusta en ser colpejada en determinades condicions, i basat en aquest sentit inventà un nou instrument, format per 23 petits pals de fusta fina, d'un pam de llarg aproximadament, els quals afinava pel gruix de cadascun, amb el que assoli de tocar diverses peces musicals. Perfeccionant més tard el seu invent fou la base del xilòfon, l'ús del qual és molt freqüent en els nostres dies.